# Кау-Крік (Південна Дакота)
Кау-Крік (англ. Cow Creek) — переписна місцевість (CDP) в США, в окрузі Саллі штату Південна Дакота. Населення — 52 особи (2020).

## Географія
Кау-Крік розташований за координатами 44°33′14″ пн. ш. 100°28′31″ зх. д. / 44.55389° пн. ш. 100.47528° зх. д. (44.553810, -100.475343).  За даними Бюро перепису населення США в 2010 році переписна місцевість мала площу 4,74 км², уся площа — суходіл.

## Демографія
Згідно з переписом 2010 року, у переписній місцевості мешкало 30 осіб у 16 домогосподарствах у складі 11 родини. Густота населення становила 6 осіб/км².  Було 44 помешкання (9/км²).
Расовий склад населення:
| - 96,7 % — білих - 3,3 % — чорних або афроамериканців |

До двох чи більше рас належало 0,0 %. Частка іспаномовних становила 0,0 % від усіх жителів.
За віковим діапазоном населення розподілялося таким чином: 6,7 % — особи молодші 18 років, 83,3 % — особи у віці 18—64 років, 10,0 % — особи у віці 65 років та старші. Медіана віку мешканця становила 59,0 року. На 100 осіб жіночої статі у переписній місцевості припадало 150,0 чоловіків;  на 100 жінок у віці від 18 років та старших — 133,3 чоловіків також старших 18 років.
Цивільне працевлаштоване населення становило 13 осіб. Основні галузі зайнятості: роздрібна торгівля — 61,5 %, фінанси, страхування та нерухомість — 38,5 %.